# Quimigrama

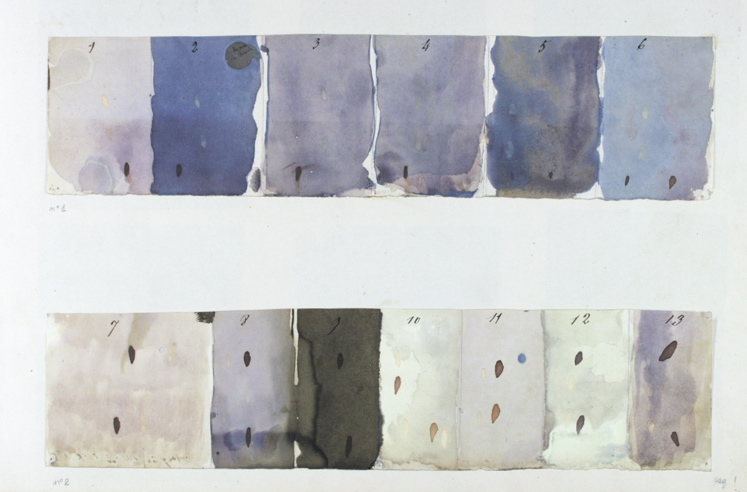
Primera pàgina de l'àlbum Bayard, prova de fotosensibilització, 1839, col·lecció de la Société française de photographie.

Un quimigrama (de "química" i gramma, en grec per "coses escrites") és una peça d'art experimental on es crea una imatge pintada amb productes químics en paper sensible a la llum (com ara paper fotogràfic).
El terme quimigrama (Chemigram) va ser encunyat en la dècada de 1950 per l'artista belga Pierre Cordier.

## Història
Johann Schulze és considerat el primer a obtenir una imatge semblant al quimigrama; el 1725 va produir aquesta obra amb paper opac i una ampolla de sals de plata. Hippolyte Bayard va produir una altra imatge semblant a un quimigrama durant les proves de sensibilització que va realitzar el 1839. Als anys trenta i quaranta, l'alemany Edmund Kesting i el francès Maurice Tabard van produir quadres pintant amb revelador i fixador en paper fotogràfic. No obstant això, és l'artista belga Pierre Cordier (nascut el 1933) qui ha estat el màxim responsable de desenvolupar i explorar quimigrames. Des dels seus inicis, el 1956, va ser un dels seus rars practicants i va contribuir al seu desenvolupament ampliant les seves possibilitats tècniques i estètiques. Va adoptar el nom de chimigramme en francès el 1958 (chemigram en anglès i holandès, chemigramma en alemany, chimigramma en italià i quimigrama en espanyol i portuguès), la designació més àmpliament acceptada actualment. El 1974 Josef H. Neumann va avançar el procés en els seus quimiogrames incorporant elements òptics abans d'aplicar productes químics.

## Procés
Un químigrama es fa pintant amb productes químics sobre paper fotogràfic i es troba dins del domini general de l'experimentació en les arts visuals. Requereix l'ús de materials de fotografia basats en l'halur de plata (paper fotosensible, desenvolupador i fixador), però no és una fotografia. Igual que el fotograma, el quimiograma es fa sense càmera, però es crea a plena llum en lloc d'en la foscor de la cambra fosca. Per aquesta raó no és "la llum que escriu" (foto grafeína en grec) sinó més aviat "química que escriu".
Els químigrames es poden fer únicament amb paper fotogràfic, desenvolupador i fixador, amb resultats que s'assemblen una mica a l'aquarel·la. Les possibilitats poden multiplicar-se utilitzant materials de pintura (com a vernís, cera o oli). Aquest tipus d'experiments són similars als de Paul Klee, Max Ernst i Antoni Tàpies.